# Old Mystic
Old Mystic – jednostka osadnicza w Stanach Zjednoczonych, w stanie Connecticut, w hrabstwie New London.